# William Klutse
William Klutse – ghański piłkarz grający na pozycji napastnika. W swojej karierze grał w reprezentacji Ghany.

## Kariera klubowa
W swojej karierze piłkarskiej Klutse grał w klubie Dumas Boys.

## Kariera reprezentacyjna
W 1978 roku Klutse został powołany do reprezentacji Ghany na Puchar Narodów Afryki 1978. Wystąpił w nim w dwóch meczach: grupowych z Nigerią (1:1), w którym strzelił gola i z Górną Woltą (3:0). Z Ghaną wywalczył mistrzostwo Afryki.
W 1980 roku Klutse powołano do kadry na Puchar Narodów Afryki 1980. Zagrał w nim w trzech meczach grupowych: z Algierią (0:0), z Gwineą (1:0), w którym strzelił gola i z Marokiem (0:1).